# Draaier (beroep)
Draaier is een beroep waarbij de beoefenaar allerlei producten, waaronder machine- en gereedschapsonderdelen, op een kleine tot middelgrote draaibank maakt.
Een draaier werkt aan de hand van een werktekening, schets of onderdeel. Er wordt gebruikgemaakt van diverse materialen zoals staal, gietijzer, koper, brons, messing en kunststoffen. Er worden kleine series van producten, onderdelen of prototypen vervaardigd. Het 'draaien' gebeurt op de draaibank. Hierbij roteert het werkstuk met grote snelheid rond terwijl het met een beitel wordt bewerkt.